# Proteroscarabaeus yeni
Proteroscarabaeus yeni är en skalbaggsart som beskrevs av Grabau 1923. Proteroscarabaeus yeni ingår i släktet Proteroscarabaeus och familjen bladhorningar. Inga underarter finns listade i Catalogue of Life.